# Gol de mujer
Gol de mujer es el quinto álbum de estudio editado por el grupo musical de Argentina Divididos, lanzado en el año 1998 por la discográfica BMG. El álbum tiene tanto canciones rockeras, como «Nene de antes» y «Gol de mujer», como folklóricas («Vientito del Tucumán», «El gordo legüero», «Clavador de querubín» y «Niño hereje»), siendo esta mezcla una de las principales características del grupo, con el objetivo de "devolverle algo a la cultura".

## Grabación
En su quinto álbum de estudio, Gol de mujer, Divididos volvería a su esencia y entregarían un disco fiel a su estilo luego del poco comercial y experimental Otroletravaladna. Nos encontramos con canciones roqueras (“Nene de antes”, “Cabeza de maceta”, “Sobrio a las piñas / Quién se ha tomado todo el vino?”, “Cosas de Baboon”, “Zombie”), folklóricas (“Vientito del Tucumán”), otras tranquilas (“Amor japonés”), algunas parodias (“Niño hereje”, “Clavador de Querubín”, “Letra gótica”) y hasta un pesado cover de Billy Bond y La Pesada del Rock and Roll (“Salgan al sol”). A los característicos riffs “hendrixianos” de Mollo y a los punteos de bajo de Arnedo se le suma en este álbum una presencia más notoria del baterista Jorge Araujo, con más aportes al sonido del grupo que en su primera participación.

## Presentación
El álbum fue presentado el 25 de julio de 1998 en el Parque Sarmiento, en la Ciudad de Buenos Aires, ante un público de más de siete mil personas y se ganó rápidamente la aprobación de sus seguidores. Durante 1999 Divididos conmemoraría sus diez años de trayectoria editando 10, un álbum doble recopilatorio con los mejores momentos de toda su carrera.

## Lista de canciones
Todas las canciones fueron compuestas por Ricardo Mollo y Diego Arnedo excepto las señaladas.

| N.º   | Título | Duración |  |
| 1.    | «Alma de budín» | 2:56     |  |
| 2.    | «Nene de antes» (Mollo, Arnedo, Jorge Araujo)                                                                              | 4:10     |  |
| 3.    | «Luca» | 4:00     |  |
| 4.    | «Clavador de querubín» | 1:38     |  |
| 5.    | «Sobrio a las piñas / Quién se tomó todo el vino?» (Mollo, Arnedo, Araujo / La Mona Jiménez, Jorge Cueto, Luis Altamirano) | 4:28     |  |
| 6.    | «Amor japonés» (Mollo, Arnedo, Araujo)                                                                                     | 3:19     |  |
| 7.    | «Cabeza de maceta» (Mollo, Arnedo, Araujo)                                                                                 | 2:45     |  |
| 8.    | «Letra gótica» | 2:01     |  |
| 9.    | «Cosas de Baboon» | 3:12     |  |
| 10.   | «Gol de mujer» (Mollo, Arnedo, Araujo)                                                                                     | 4:32     |  |
| 11.   | «Vientito del Tucumán» (Mollo, Arnedo, Araujo. Sobre poema inédito de Atahualpa Yupanqui)                                  | 3:19     |  |
| 12.   | «Niño hereje» | 1:39     |  |
| 13.   | «Zombie» | 4:15     |  |
| 14.   | «El fantasio» (Mollo, Arnedo, Araujo)                                                                                      | 5:51     |  |
| 15.   | «Salgan al sol» (Javier Martínez)                                                                                          | 1:46     |  |
| 16.   | «El gordo legüero» | 1:47     |  |
| 51:50 | |          |  |

## Personal
Divididos
- Ricardo Mollo: Voz, guitarra y mandolina.
- Diego Arnedo: Bajo, bombo legüero, guitarra criolla, autoharp y coros.
- Jorge Araujo: Batería, uñas de cabra y coros.

Músicos invitados
- Tommy Mars: Arreglos en «Amor japonés».
- Larry Klimas: Saxo tenor.
- Alex Iles: Trombón bajo.
- Bobby Shulgold: Flauta picolo.
- Ed Mann: Marimba.
- Frank Marocco: Acordeón.
- Eric Rigler (Great Highland Pipes): Gaita de guerra en «Alma de budín».
- Lenny Castro: Percusión.
- John Forbes: Hammond B-3 en «Nene de antes».
- Greg Mathieson: Hammond B-3 en «El fantasio».
- Jaime Torres: Charango en «Nene de antes».
- Omar Mollo: Zapateos en «Niño hereje».

## Ficha técnica
- Grabación y mezclas: Michael Tacci.
- Estudio de bases: NRG Studios (asistente: Nick Marshall).
- «Clavador de querubín», «Letra gótica» y «El gordo legüero» grabados en La Calandria.
- «Niño hereje» grabado en Del Cielito Records por Adrián Taverna.
- Charango en «Nene de antes» grabado en Estudios TNT por Julio C. Costa.
- Mastering: Dave Collins en A&M Studios.
- Asistencia de Jorge Araujo: Ross Garfield de Drums Doctors.
- Asistencia de Ricardo Mollo y Diego Arnedo: Joe Barese y Andy Brauer.
- Cocina, pasta fresca y horneado: Gisela Ferrarin.
- Fotos (de Divididos): Alex Solca.
- Fotos (otras): Carolina Santantonin, León Scherman, Javier Veraldi y Diego Arnedo.
- Diseño Gráfico: + Santantonin + Arias.
- Dirección artística de R.C.A.: Luis "Dartagnan" Sarmiento.
- Producido por Divididos y Afo Verde para BMG Ariola Argentina S.A.